# 地蔵塚古墳 (行田市)
地蔵塚古墳（じぞうづかこふん）は、埼玉県行田市藤原町にある古墳。形状は方墳。若小玉古墳群を構成する古墳の1つ。埼玉県指定史跡に指定されている。

## 概要
一辺28メートル、高さ4.5メートルの方墳。周溝は幅約1メートル、深さ0.4-0.5メートル。墳頂部に地蔵堂が祀られているのでこの名がある。1963年（昭和38年）3月29日、埼玉県の史跡に指定。
埋葬施設は、奥壁と天井石に緑泥片岩、その他は角閃石安山岩を使用した横穴式石室である。
- 玄室長4.1メートル・中央部幅3.6メートル、奥壁幅1.8メートル、高さ2.4メートル。

石室に北武蔵唯一の線刻画が左壁・右壁及び奥壁に描かれており、烏帽子を被った人物、馬、水鳥、家と思われるものが確認できる。その造営年代は7世紀の中葉頃から後半と考えられている。石室は壁画保護のため施錠されているが、埼玉県立歴史と民俗の博物館に複製が展示されている。

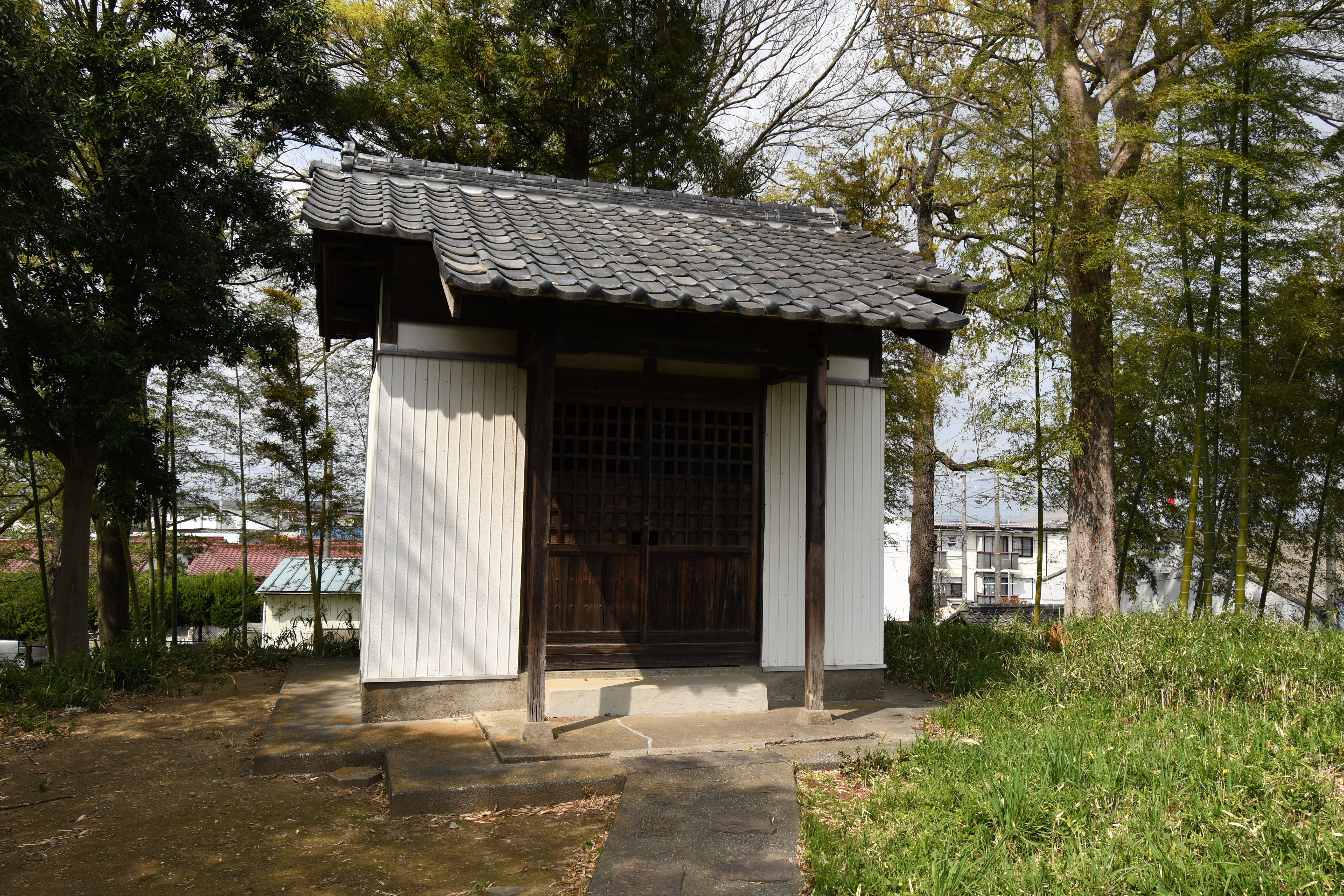
墳頂の地蔵堂
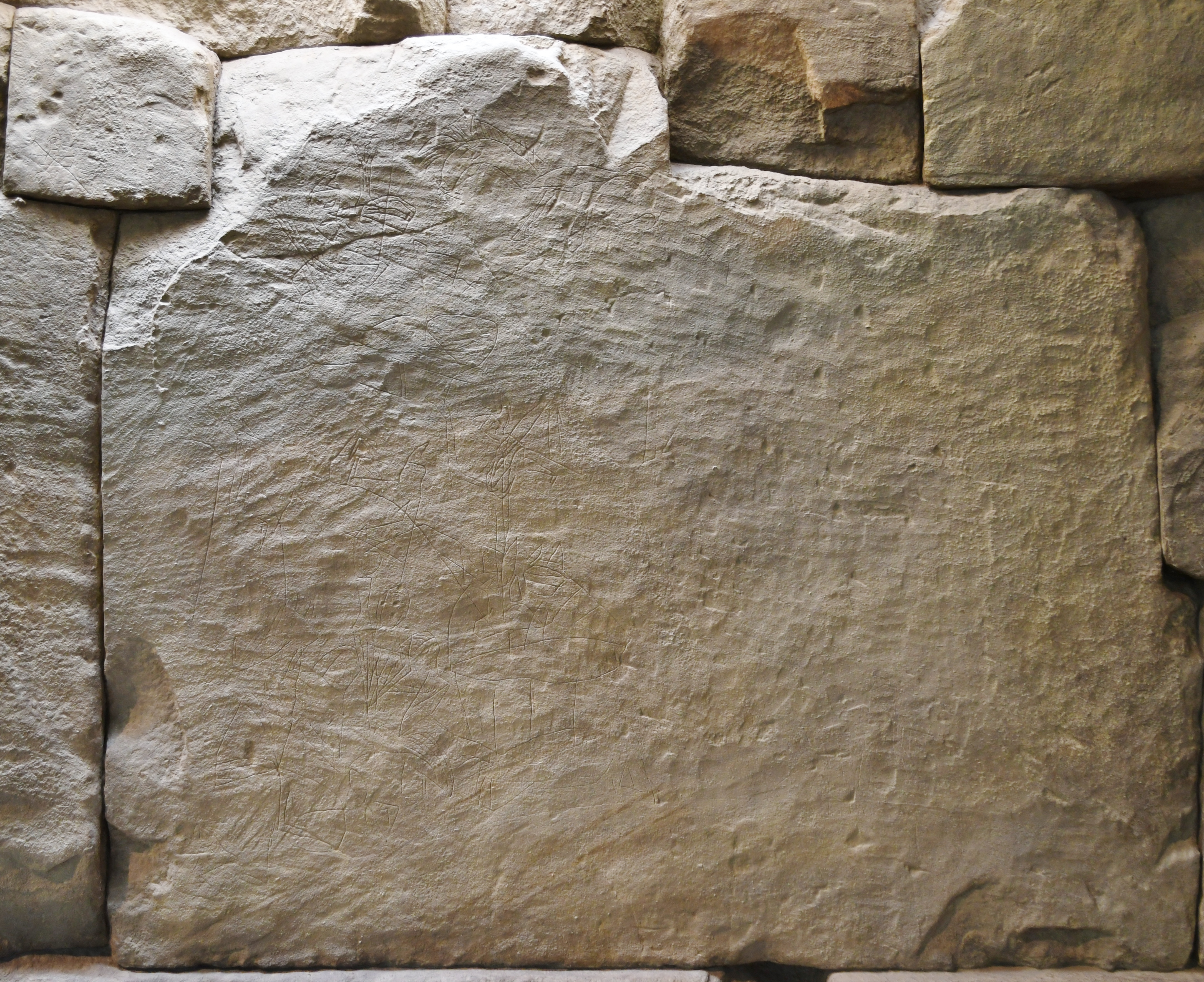
線刻画（複製） 埼玉県立歴史と民俗の博物館展示。